# European Music Exporters Exchange
 (août 2021).
L’European Music Exporters Exchange (EMEE) est une association sans but lucratif composée de 28 bureaux nationaux et régionaux d'exportation de musique de 24 pays, dont le siège social est basé à Bruxelles, en Belgique.

## Principe associatif et rôle au niveau européen
Fondée en 2016 par  20 bureaux européens d'exportation de musique, l’European Music Exporters Exchange (EMEE) est une association sans but lucratif composée actuellement de 28 bureaux nationaux et régionaux d'exportation de musique de 24 pays, dont le siège social est basé à Bruxelles, Belgique. 
EMEE est un nouveau réseau stratégique visant à accroître la circulation du répertoire européen.
Le premier comité de travail en 2016 était composé d'Anna Hildur Hildibrandsdottir, directrice de programme au Programme nordique d'exportation de musique (NOMEX) (présidente), de Peter Smidt de l'organisation néerlandaise BUMA Cultuur (vice-président) et de Virgo Sillamaa de Music Estonia (secrétaire). 
Les membres de l'EMEE se réunissent au moins trois fois par an pour partager des informations et définir les meilleures pratiques en Europe.

## Les membres de l’association
(NB : voir liste des membres sur le site officiel de l’EMEE)
- 1. Austrian Music Export - Music Information Center Austria (MICA) - Autriche
- 2. Dutch Music Export - Buma Cultuur - Pays-Bas
- 3. FMX - Faroe Music Export  - Îles Féroé (Danemark)
- 4. Gre.ex Music - Grèce
- 5. HOTS (Hungarian Oncoming Tunes) - Hongrie
- 6. Iceland Music - Islande
- 7. Initiative Musik - Allemagne
- 8. Institut Català de les Empreses Culturals (ICEC) - Catalogne (Espagne)
- 9. Institut d’Estudis Baleàrics - Îles Baléares (Espagne)
- 10. Italia Music Export-SIAE - Italie
- 11. LaLa Slovak Music Export - Slovaquie
- 12. Le Bureau Export - France
- 13. Lithuanian Music Business Association - Lituanie
- 14. Musika Bulegoa - Pays Basque espagnol (Espagne)
- 15. Music Estonia - Estonie
- 16. Music Export Poland - Adam Mickiewicz Institute - Pologne
- 17. Music Export Ukraine - Ukraine
- 18. Music Finland - Finlande
- 19. Music From Ireland – First Music Contact - Irlande
- 20. Music Latvia - Lettonie
- 21. Music:LX - Luxembourg
- 22. Puglia Sounds - Puglia (Italie)
- 23. Sound Czech – Arts and Theatre Institute - République tchèque
- 24. Swiss Music Export - Suisse
- 25. UK Export Network : Presented by PRS Foundation - RU
- 26. Wallonie-Bruxelles Musiques - Wallonie (Belgique)
- 27. VI.BE - (Belgique)
- 28. Why Portugal? - Portugal

## Les "Music Moves Europe Talent Awards" de l’EMEE
(août 2021).

### "Music Moves Europe Talent Awards" 2019 (Première cérémonie) (première version)
L'objectif des "Music Moves Europe Talent Awards", créés en 2018 est de célébrer les nouveaux et futurs artistes européens et de les soutenir afin de les aider à développer et à accélérer leur carrière internationale. 

#### Les prix décernés
Les 12 "Music Moves Europe Talent Awards (MMETA)"
Sont décernés annuellement 12 prix, soit 2 pour chacune des 6 catégories musicales participantes (pop, rock, musique électronique, Rnb / Musiques urbaines, Hip-hop /rap, auteur compositeur interprète).
Le prix comprend donc :
- une aide à la tournée et à la promotion de 5 000 euros,
- plusieurs représentations à l'ESNS,
- une publicité gratuite et un programme de formation sur mesure.

Succédant aux European Border Breakers Awards (EBBA), les Music Moves Europe Talent Awards annuels sont cofinancés par le programme Creative Europe de l'Union européenne, avec le soutien supplémentaire de la municipalité de Groningue, de la province de Groningue et du ministère néerlandais de l'éducation, de la culture et des sciences. 
Les prix sont décernés par ESNS et le festival Reeperbahn, en coopération avec Yourope (association européenne des festivals), l'Union européenne de radio-télévision (UER), Independent Music Companies Association (en) (IMPALA), le Forum international des directeurs musicaux (IMMF), Liveurope, Live DMA, European Music Exporters Exchange (EMEE) et Digital Music Europe (DME).
Les "Music Moves Europe Talent Awards" remplacent les "European Border Breaker Awards". Les prix sont décernés à l'ESNS (Eurosonic Noorderslag) à Groningue. Il est à noter que le jazz et la musique classique sont les grands absents de cette distinction musicale alors qu’ils sont pourtant représentés par l’EMEE notamment pour la France via le Bureau export.
Les 6 "Prix du choix du public"
En outre, le grand public sélectionnera un autre gagnant dans chaque catégorie par le biais du prix du choix du public en votant en ligne, dans un délai imparti. Les gagnants du prix du public ont été révélés lors de la 1re cérémonie de remise des prix le mercredi 16 janvier 2019.

#### "Music Moves Europe Talent Awards" 2019: sélection et prix décernées
Le jury international des "Music Moves Europe Talent Awards" était composé de Huw Stephens (présentateur de BBC Radio 1), Julia Gudzent (programmatrice du festival Melt !), Katia Giampaolo (PDG d'Estragon Club Italie), Kristian Kostov (lauréat EBBA + Public Choice Award 2018) et Wilbert Mutsaers (responsable du contenu, Spotify Benelux). Les organisateurs sont représentés par Robert Meijerink (Booker ESNS), président du jury, et Bjørn Pfarr (Booker Reeperbahn Festival), vice-président du jury.
La cérémonie de remise des prix a eu lieu le 16 janvier 2019.
Les sélectionnés(e)s 2018 pour les "Music Moves Europe Talent Awards" 2019.
| POP                | ROCK             | ELECTRONIC          | R&B/URBAN         | HIP-HOP/RAP           | SINGER/SONGWRITER          |
| ------------------ | ---------------- | ------------------- | ----------------- | --------------------- | -------------------------- |
| Her (FR)           | Pale Waves (GB)  | Fais (NL)           | Témé Tan (BE)     | Ace Tee (de) (DE)     | Albin Lee Meldau (en) (SE) |
| Soleima (DK)       | Warhaus (BE)     | Smerz (en) (NO)     | Cosha (IE)        | Eddy de Pretto (FR)   | Boy Pablo (NO)             |
| Bishop Briggs (GB) | Pip Blom (NL)    | Stelartronic (AT)   | Aya Nakamura (FR) | Blackwave (BE)        | Avec (AT)                  |
| Lxandra (FI)       | Naked Cameo (AT) | Solo Ansamblis (LT) | Rosalía (ES)      | Reykjavíkurdætur (IS) | Fil Bo Riva (en) (IT)      |

Les gagnant(e)s des "Music Moves Europe Talent Awards" 2019.
| Catégorie musicale              | Gagnant de la session annuelle | Pays                     | Publication musicale |
| ------------------------------- | ------------------------------ | ------------------------ | -------------------- |
| Pop                             | Bishop Briggs Lxandra          | (Royaume Uni) (Finlande) |                      |
| Rock                            | Pale Waves Pip Blom            | (Royaume Uni) (Pays Bas) |                      |
| Musiques Electroniques          | Smerz Stelartronic             | (Norvège) (Autriche)     |                      |
| RnB, Musiques urbaines          | Rosalía Aya Nakamura           | (Espagne) (France)       |                      |
| Hip-Hop, Rap                    | Blackwave Reykjavíkurdætur     | (Belgique) (Islande)     |                      |
| Auteur, compositeur, interprète | Avec Albin Lee Meldau          | (Autriche) (Suède)       |                      |

### "Music Moves Europe Talent Awards" 2020 (Deuxième cérémonie) (Version des prix remis modifiée)

#### Modification des prix décernés
Compte tenu de la crise économique touchant le secteur économique musical en 2020, la seconde édition a vu des modifications importantes notamment en vue de d’une dotation unitaire plus importante pour chaque lauréat :
- Les sélectionné(e)s ne sont plus que 16 au lieu de 24[6].
- Les catégories musicales sont supprimées[6].
- Seulement 8 "Music Moves Europe Talent Awards" seront attribués au lieu de 12[6]. Et la dotation de ce prix est désormais uniquement financière : un prix d’une valeur de 10 000 euros pour développer leur carrière à l’international (contre 5000 euros précédemment)[6].
- Réduction du prix du public à 1 seul prix au lieu de 6 prévus initialement en 2019[6].

#### "Music Moves Europe Talent Awards" 2020: sélection et prix décernés
La cérémonie de remise des prix a eu le 17 janvier 2020.
Le jury international a sélectionné les huit gagnants sur les seize sélectionné(e)s, tandis que les fans du monde entier ont voté en ligne pour leur artiste préféré qui a reçu le Prix du public.
Les sélectionné(e)s 2019 pour les "Music Moves Europe Talent Awards" 2020
- 5K HD (de) (AT)
- Anna Leone (SE)
- Au/Ra (DE)
- Beast in Black (FI)
- Charlotte Adigéry (BE)
- Flohio (UK)
- Fontaines D.C. (IE)
- Girl in red (en) (NO)
- Harmed (HU)
- Hugo Helmig (en) (DK)
- Kimberose (FR)
- Meduza (IT)
- Naaz (nl) (NL)
- Perfect Son (PL)
- Pongo (PT)
- Tribade (ES)

Les gagnant(e)s des "Music Moves Europe Talent Awards" 2020
- Meduza (Italie)
- Girl in red (Norvège)
- Naaz (Pays Bas)
- Anna Leone (Suède)
- Pongo (Portugal),
- Harmed (Hongrie)
- 5K HD (Autriche)
- Flohio (Royaume Uni)

La gagnante du "Public Choice Award" 2020
- Naaz (Pays Bas)

### "Music Moves Europe Talent Awards" 2021 (Troisième cérémonie)

#### "Music Moves Europe Talent Awards" 2021: sélection et prix décernés
Les 16 sélectionné(e)s 2020 pour les "Music Moves Europe Talent Awards" 2021
- Alyona Alyona (UA)
- Bratři (CZ)
- Calby (DK)
- Crystal Murray (FR)
- Inhaler (IE)
- Julia Bardo (IT)
- Lina_ Raül Refree (PT)
- Lous and the Yakuza (BE)
- Melenas (ES)
- Mero (DE)
- My Ugly Clementine (de) (AT)
- Nea (SE)
- Rimon (NL)
- Sassy 009 (NO)
- Squid (UK)
- Vildá (FI)